# Лісова пісня (дендрологічний парк)
Козівський дендропарк «Лісова́ пі́сня» — дендрологічний парк місцевого значення в Україні. Розташований у межах Тернопільського району Тернопільської області, в смт Козова, на вулиці Вітошинського. 
Площа 3 га. Рішенням виконкому Тернопільської обласної ради № 537 від 13 жовтня 1972 року надано статус пам'ятки природи місцевого значення. Сучасний статус — від 1996 року. Перебуває у віданні Козівського районного відділу освіти.
Заснував 1960 року біолог М. Поспєлов. У дендропарку зростає понад 110 видів дерев та чагарників, серед них: гінкго дволопатеве, тис ягідний, гледичія, бархат амурський, сумах віргінський, тюльпанове дерево, дейція махрова, магонія падуболиста, айва і спіреї японські, горіх Зібольда, сосна Банкса, сосна кедрова сибірська, берека європейська та інші. 
«Лісова пісня» — база для навчання студентів ВНЗ, технікумів, учнів ліцеїв, училищ, шкіл, слухачів курсів підвищення кваліфікації. Тут проводять освітньо-виховну роботу серед населення з метою поширення природоохоронних знань.